# Георги Дамяново (община)
Община Георги Дамяново се намира в Северозападна България и е една от съставните общини на Област Монтана.

## География

### Географско положение, граници, големина
Общината е разположена в югозападната част на Област Монтана. С площта си от 297,594 km2 заема 6-о място сред 11-те общините на областта, което съставлява 8,18% от територията на областта. Границите ѝ са следните:
- на северозапад – община Чипровци;
- на североизток – община Монтана;
- на изток – община Берковица;
- на юг – община Годеч, Софийска област;
- на югозапад – Република Сърбия.

### Природни ресурси

#### Релеф
Релефът на общината е средно и ниско планински, като територията ѝ изцяло попада в пределите на Западна Стара планина и Западния Предбалкан.
Около 90% от територията на общината се заемат от северните склонове две планини, части от Западна Стара планина. На северозапад до границата с община Чипровци, на североизток до долината на река Огоста, на югоизток до долината на река Дългоделска Огоста и седловината Суровичница и на югозапад до границата с Република Сърбия се простират североизточните склонове на Чипровска планина. Районът заключен между река Дългоделска Огоста, границата с община Берковица и държавната граница с Република Сърбия се заема от северните и западните склонове на Берковска планина. От билата на двете планини на североизток се спускат два дълги и тесни рида, между които в дълбока и залесена долина протича реките Дългоделска Огоста. В нея отляво, от Чипровска планина и отдясно, от Берковска планина се вливат малки и къси реки и дерета, по които в малки долинни разширения са разположени 9 от 13-те села на общината. На границата с Република Сърбия се издигат най-високите върхове в пределите на общината и на двете планини – връх Копрен (1964 m), на Чипровска планина и връх Сребърна (1931 m) – на Берковска планина.
Останалите около 10% в северната част на общината се заемат от части на две орографски единици, които структурно принадлежат към Западния Предбалкан. Това са: най-източната част на Широка планина с връх Градище (783 m), разположен северно от село Каменна Рикса и крайната западна част на Веренишкото бърдо – връх Бърдото (652 m), източно от селото.
Минималната височина на община Георги Дамяново е в коритото на река Огоста, източно от село Гаврил Геново – 196 m н.в.

#### Води
През северната част на общината на протежение от около 5 km преминава малък участък от горното течение на река Огоста и долината ѝ представлява условната граница между Западна Стара планина и Западния Предбалкан. Тук тя образува обширно долинно разширение, в което са разположени селата Георги Дамяново и Гаврил Геново. Неин основен приток и главна водна артерия на общината е река Дългоделска Огоста. Тя протича с цялото се течение (29 km) през територията на общината, като тече в дълбока и залесена долина между Чипровска планина на запад и Берковска планина на изток. На няколко места по нейното течение и по течението на късите ѝ притоци има малки долинни разширения, в които са разположени част от селата на общината. Преди село Георги Дамяново долината ѝ се разширява и заедно с река Огоста образува обширно долинно разширение.

## Население

### Населени места
Общината има 13 населени места с общо население 2018 жители към 7 септември 2021 г.
| Населено място (Старо име)                                              | Преброяване (от септември 2021) | По настоящ адрес (ГРАО от 15 септември 2024) | Площ (km²) | Гъстота (д/km²) |
| ----------------------------------------------------------------------- | ------------------------------- | -------------------------------------------- | ---------- | --------------- |
| Видлица                                                                 | 98                              | 120                                          | 9,538      | 12.58           |
| Гаврил Геново (Соточино)                                                | 196                             | 270                                          | 15,95      | 16.93           |
| Георги Дамяново (Лопушна)                                               | 340                             | 373                                          | 12,178     | 30.63           |
| Главановци                                                              | 56                              | 56                                           | 13,538     | 4.14            |
| Говежда                                                                 | 323                             | 316                                          | 27,11      | 11.66           |
| Дива Слатина                                                            | 89                              | 79                                           | 34,109     | 2.32            |
| Дълги дел                                                               | 146                             | 146                                          | 67,972     | 2.15            |
| Еловица                                                                 | 24                              | 27                                           | 12,188     | 2.22            |
| Каменна Рикса                                                           | 106                             | 110                                          | 22,654     | 4.86            |
| Копиловци                                                               | 413                             | 417                                          | 50,85      | 8.2             |
| Меляне                                                                  | 157                             | 170                                          | 14,033     | 12.11           |
| Помеждин                                                                | 7                               | 6                                            | 8,113      | 0.74            |
| Чемиш                                                                   | 63                              | 59                                           | 9,361      | 6.3             |
| Общо за общината:                                                       | 2018                            | 2149                                         | 297,59     | 7.22            |
| Населените места с кмет са със зелен фон, а тези без кметство – с жълт. |                                 |                                              |            |                 |

### Население (1934 – 2021)
| Община Георги Дамяново                        | Община Георги Дамяново | Община Георги Дамяново | Община Георги Дамяново | Община Георги Дамяново | Община Георги Дамяново | Община Георги Дамяново | Община Георги Дамяново | Община Георги Дамяново | Община Георги Дамяново | Община Георги Дамяново | Община Георги Дамяново |
| --------------------------------------------- | ---------------------- | ---------------------- | ---------------------- | ---------------------- | ---------------------- | ---------------------- | ---------------------- | ---------------------- | ---------------------- | ---------------------- | ---------------------- |
| Година                                        | 1934                   | 1946                   | 1956                   | 1965                   | 1975                   | 1985                   | 1992                   | 2001                   | 2011                   | 2021                   |                        |
| Население                                     | 13132                  | 12799                  | 11669                  | 10690                  | 8739                   | 6545                   | 5558                   | 4461                   | 2771                   | 2018                   |                        |
| Източници: Национален Статистически Институт, |                        |                        |                        |                        |                        |                        |                        |                        |                        |                        |                        |

### Население по възрастови групи
| Население по възрастови групи към септември 2021 година | Население по възрастови групи към септември 2021 година | Население по възрастови групи към септември 2021 година | Население по възрастови групи към септември 2021 година | Население по възрастови групи към септември 2021 година | Население по възрастови групи към септември 2021 година | Население по възрастови групи към септември 2021 година | Население по възрастови групи към септември 2021 година | Население по възрастови групи към септември 2021 година | Население по възрастови групи към септември 2021 година | Население по възрастови групи към септември 2021 година | Население по възрастови групи към септември 2021 година | Население по възрастови групи към септември 2021 година | Население по възрастови групи към септември 2021 година | Население по възрастови групи към септември 2021 година | Население по възрастови групи към септември 2021 година | Население по възрастови групи към септември 2021 година | Население по възрастови групи към септември 2021 година | Население по възрастови групи към септември 2021 година |
| ------------------------------------------------------- | ------------------------------------------------------- | ------------------------------------------------------- | ------------------------------------------------------- | ------------------------------------------------------- | ------------------------------------------------------- | ------------------------------------------------------- | ------------------------------------------------------- | ------------------------------------------------------- | ------------------------------------------------------- | ------------------------------------------------------- | ------------------------------------------------------- | ------------------------------------------------------- | ------------------------------------------------------- | ------------------------------------------------------- | ------------------------------------------------------- | ------------------------------------------------------- | ------------------------------------------------------- | ------------------------------------------------------- |
| Общо                                                    | 0 – 4                                                   | 5 – 9                                                   | 10 – 14                                                 | 15 – 19                                                 | 20 – 24                                                 | 25 – 29                                                 | 30 – 34                                                 | 35 – 39                                                 | 40 – 44                                                 | 45 – 49                                                 | 50 – 54                                                 | 55 – 59                                                 | 60 – 64                                                 | 65 – 69                                                 | 70 – 74                                                 | 75 – 79                                                 | 80 – 84                                                 | 85+                                                     |
| 2018                                                    | 35                                                      | 43                                                      | 29                                                      | 45                                                      | 42                                                      | 50                                                      | 59                                                      | 67                                                      | 86                                                      | 119                                                     | 139                                                     | 174                                                     | 167                                                     | 234                                                     | 301                                                     | 184                                                     | 137                                                     | 107                                                     |

### Етнически състав
| Етноси в община Георги Дамяново (2011) | Етноси в община Георги Дамяново (2011) | Етноси в община Георги Дамяново (2011) | Етноси в община Георги Дамяново (2011) | Етноси в община Георги Дамяново (2011) |
| -------------------------------------- | -------------------------------------- | -------------------------------------- | -------------------------------------- | -------------------------------------- |
| Етническа група                        |                                        |                                        | процент                                |                                        |
| българи                                | българи                                |                                        | 98.03%                                 | 98.03%                                 |
| цигани                                 | цигани                                 |                                        | 1.46%                                  | 1.46%                                  |
| турци                                  | турци                                  |                                        | 0.11%                                  | 0.11%                                  |
| други и неопределени                   | други и неопределени                   |                                        | 0.40%                                  | 0.40%                                  |

Етническа група от общо 2742 самоопределили се (към 2011 година):
- българи: 2688
- турци: 3
- цигани: 40
- други: 4
- неопределени: 7

## Административно-териториални промени
- МЗ № 2820/обн. 14.08.1934 г. – преименува с. Сърбляница на с. Илица;
- Указ № 317/обн. 13.12.1955 г. – обединява селата Илица и Сотучино (Соточино) в едно ново населено място – с. Гаврил Геново;
- Указ № 420/обн. 09.12.1958 г. – преименува с. Лопушна на с. Георги Дамяново;
- Указ № 40/обн. 18.02.2003 г. – отделя с. Горно Церовене и землището му от община Георги Дамяново и го присъединява към община Монтана.

## Политика
- 2003 – Тодор Тодоров (СДС) печели на втори тур с 55% срещу Петър Григоров (НДСВ).
- 1999 – Тодор Тодоров (ОДС) печели на втори тур с 51% срещу Петър Григоров (независим).
- 1995 – Александър Свиларов (Предизборна коалиция БСП, БЗНС Александър Стамболийски, ПК Екогласност) печели на първи тур с 67% срещу Петър Григоров (Народен съюз).

## Транспорт
През общината преминават изцяло или частично 3 пътя от Републиканската пътна мрежа на България с обща дължина 30,2 km:
- участък от 4,5 km от Републикански път III-102 (от km 63,9 до km 68,4);
- последният участък от 4,3 km от Републикански път III-815 (от km 12,6 до km 16,9);
- целият участък от 21,4 km от Републикански път III-1024.

## Топографска карта
- Лист от карта K-34-22. Мащаб: 1 : 100 000.
- Лист от карта K-34-23. Мащаб: 1 : 100 000.
- Лист от карта K-34-34. Мащаб: 1 : 100 000.
- Лист от карта K-34-35. Мащаб: 1 : 100 000.